# Église de Grundtvig
L'église de Grundtvig, située dans le quartier de Bispebjerg, à Copenhague, Danemark, est, grâce à son aspect insolite, un des édifices religieux les plus connus de la ville et un des rares exemples d'églises de style expressionniste.

## L'église de Grundtvig

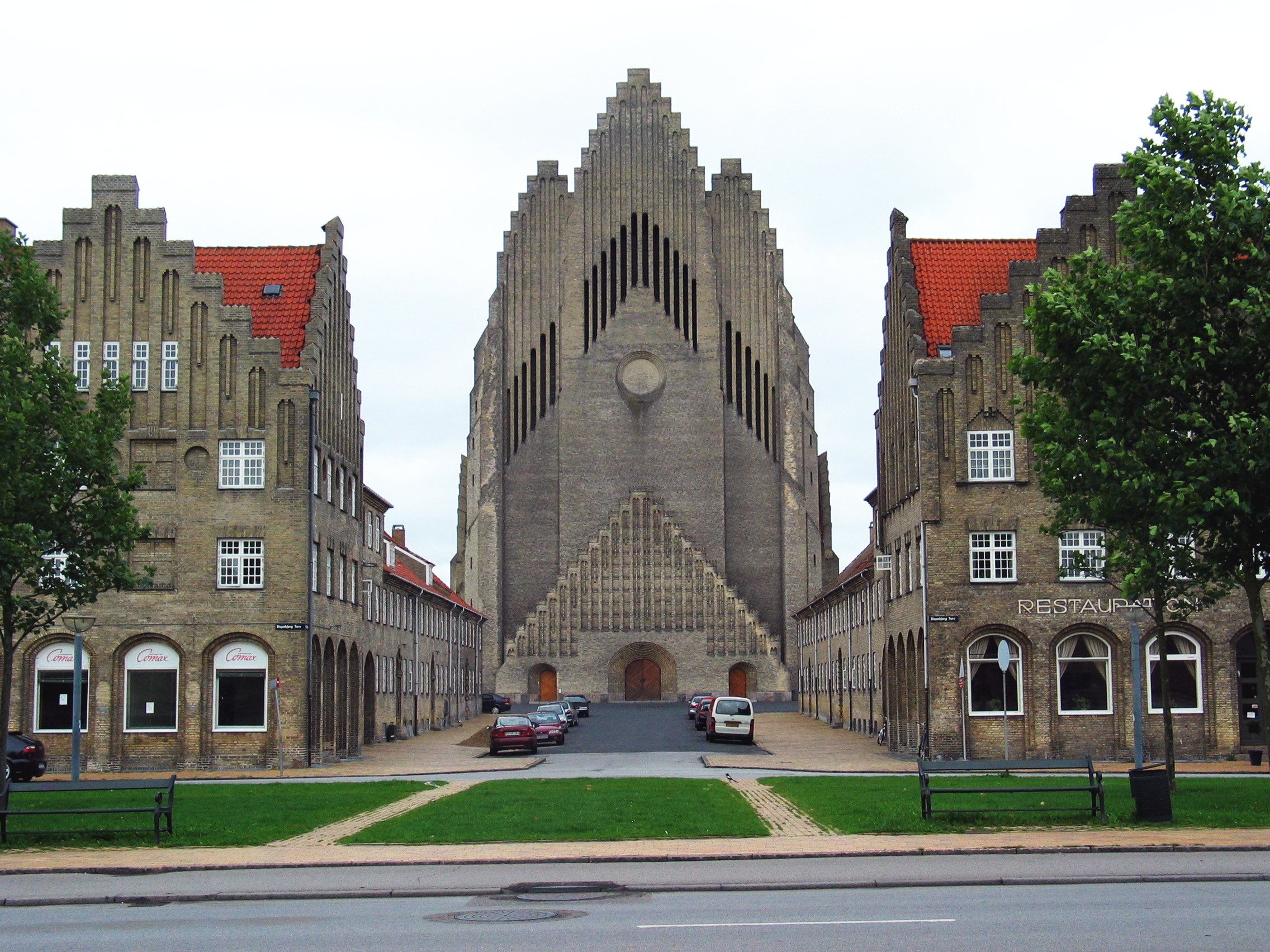
Vue de la façade ouest de l'église.

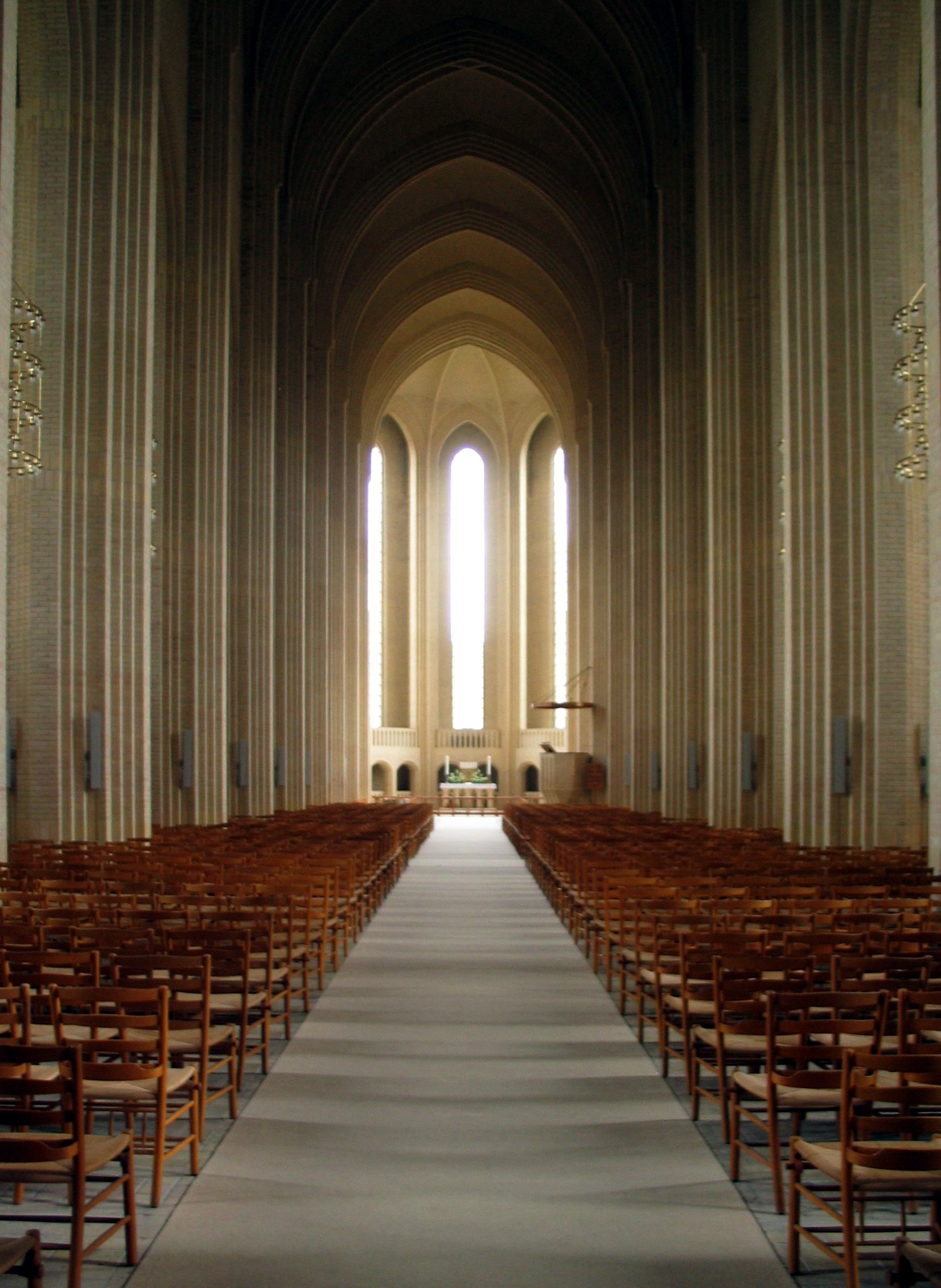
Vue de la nef principale du chœur.

Elle prend son nom du philosophe danois Nikolai Frederik Severin Grundtvig. Sa construction fit l'objet d'un concours, remporté par Peder Vilhelm Jensen-Klint en 1913. La première pierre fut posée le 8 septembre 1921, le chantier fut considéré fermé en 1926, bien que les derniers travaux à l'intérieur et les édifices annexes aient été achevés en 1940 par Kaare Klint, le fils de l'architecte P.V. Jensen-Klint qui mourut en 1930 peu avant l'achèvement de l'édifice. Kaare avait déjà dessiné une grande partie de l'ameublement, notamment les chaises de bois placées dans la nef vertigineuse
Peder Klint réalisa avec l'église de Grundtvig une synthèse de l'architecture danoise. Pour son projet, l'architecte étudia beaucoup d'églises typiques du Danemark, en s'inspirant des formes de construction traditionnelles, des matériaux les plus employés et des décorations des églises populaires. Klint essaya de fondre les formes géométriques du dit Backsteinexpressionismus (c'est-à-dire du courant expressionniste typique de l'Allemagne du Nord, dont la caractéristique la plus évidente est d'utiliser la brique typique des régions baltiques qui avait déjà caractérisé la grande période hanséatique du Backsteingotick), avec des lignes gothiques qui se développent verticalement avec hardiesse.
La façade ouest, qui rappelle un Westwerk ou un orgue, et comprend un campanile haut de 49 mètres, est sans aucun doute la structure la plus intéressante du complexe. Pour la décoration des parties latérales, Klint réinterpréta le motif danois typique des tympans avec le couronnement à escalier, en projetant une insolite double pointe. Les trois nefs de cette église-halle sont très larges : elles ont une longueur totale de 76 mètres, une largeur de 35 mètres et sont hautes de 22 mètres. L'intérieur, d'inspiration gothique, peut recevoir 1.800 personnes en tout. La construction fut réalisée en utilisant environ six millions de briques de couleur ocre, un matériau typique des logements sociaux du Danemark.
Pendant la construction de l'église, un quartier résidentiel fut édifié aux environs, qui devait encadrer visuellement et mettre en relief l'église. À travers le cimetière du quartier, une large rue conduit au portail majeur ; l'effet, grâce à la symétrie des édifices à côté, rappelle un axe perspective, selon un expédient typique du Baroque.

### L'église aujourd'hui
L'église est accessible toute l'année aux visiteurs, même en dehors de l'horaire des offices religieux. L'édifice propose aussi des concerts, souvent exécutés au grand orgue construit par Marcussen & Søn.

## Influences sur l'architecture
À Reykjavik se trouve l'église de Hallgrímskirkja, construite peu d'années après l'église de Grundtvig, où on réalisa une synthèse similaire de formes gothiques et modernes.